# Stichophthalma aborica
Stichophthalma aborica är en fjärilsart som beskrevs av Robert Christopher Tytler 1939. Stichophthalma aborica ingår i släktet Stichophthalma och familjen praktfjärilar. Inga underarter finns listade i Catalogue of Life.